# Herb Brna

Herb Brna

Herb Brna – znak heraldyczny, reprezentujący miasto Brno w Czechach. Przedstawia na prostej gotyckiej tarczy poziome pasy biało (srebrno)-czerwone w proporcjach 1:2:2:2 (pierwszy od góry pas biały jest o połowę węższy od pozostałych).
Jest to najstarszy znany herb miasta - pochodzi z 1315 roku. W roku 1645 cesarz Fryderyk III udostojnił herb miasta nakładając go na pierś czarnego dwugłowego orła cesarskiego. Herb w obecnej wersji przywrócony został w 1934 roku. W latach 1939-1945 na krótko powrócono do herbu z okresu cesarstwa. 